# Partia Niezależnych

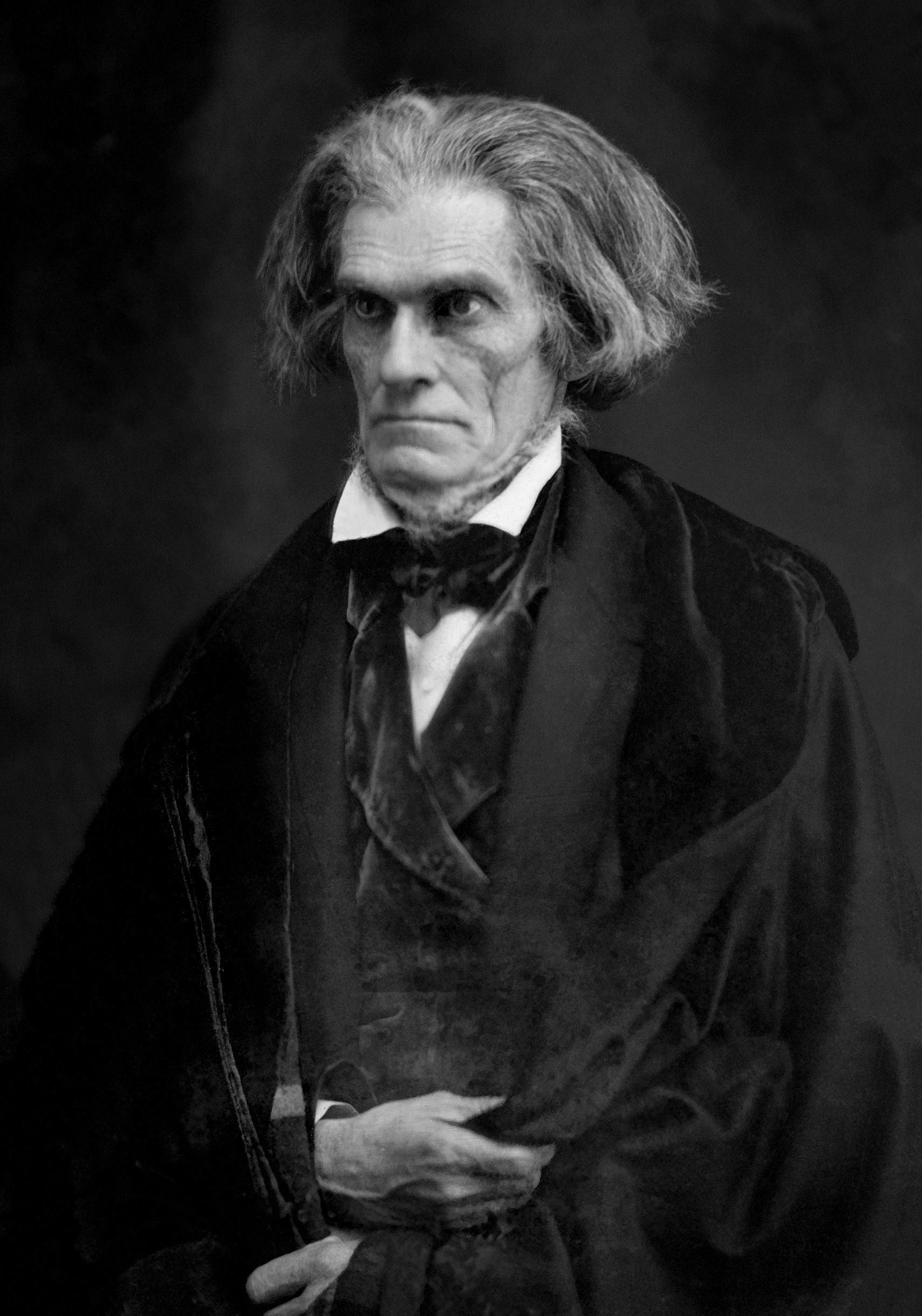
John Calhoun, przewodniczący ugrupowania

Partia Niezależnych lub nullifikacjoniści (ang. Nullifier Party) – partia polityczna istniejąca i działająca w Stanach Zjednoczonych na przełomie lat 20. i 30. XIX wieku.
Ruch nullifikacyjny powstał w Karolinie Południowej w czasach kryzysu związanego z cłami, wprowadzanymi przez gabinet federalny. Gdy w 1828 roku prezydent podpisał Tarrif of Abonimation, mieszkańcy Karoliny Południowej skrytykowali ją, twierdząc, że rząd używał cła do ochrony nowych gałęzi przemysłu przed konkurencją z zagranicy. John C. Calhoun napisał wówczas „Komentarz i Protest Karoliny Południowej”, który został oficjalnie przyjęty przez legislaturę stanową. W oświadczeniu wiceprezydent stwierdził, że ustawa ta narusza Konstytucję i każdy stan ma suwerenne prawo ją anulować. Wiosną 1830 roku Kongres obniżył taryfy na niektóre produkty spożywcze, takie jak herbata, kawa czy sól, co uspokoiło nastroje społeczne części mieszkańców Karoliny Południowej. Jednak zwolennicy nullifikacji uznali, że jest to zbyt łagodne podejście. Pomimo kolejnych ustępstw w 1832 roku zwolennicy nullifikacji uzyskali większość w legislaturze stanowej w wyborach do samorządu lokalnego. Powołano wówczas konwencję stanową, która zebrała się w Columbii i zdecydowaną większością głosów ustawy o redukcji ceł, uznając je za niekonstytucyjne. Ponadto konwencja wybrała Roberta Hayne’a gubernatorem, a Calhouna rekomendowała na objęcie wakującego mandatu senatora (po rezygnacji Hayne’a). W wyborach prezydenckich w 1832 roku kandydatem partii został John Floyd.
| Wybory prezydenckie | Kandydat   | Głosy powszechne | Głosy elektorskie |
| ------------------- | ---------- | ---------------- | ----------------- |
| 1832                | John Floyd | b.d.             | 11                |

| Wybory do Izby Reprezentantów | Liczba mandatów |
| ----------------------------- | --------------- |
| 1830                          | 4               |
| 1832                          | 9               |
| 1834                          | 8               |
| 1836                          | 6               |

| Wybory do Senatu | Liczba mandatów |
| ---------------- | --------------- |
| 1830             | 2               |
| 1832             | 2               |
| 1834             | 2               |